# São Domingos (kommun i Brasilien, Santa Catarina)
São Domingos är en kommun i Brasilien.   Den ligger i delstaten Santa Catarina, i den södra delen av landet, 1 300 km söder om huvudstaden Brasília. Antalet invånare är 9 496.
Omgivningarna runt São Domingos är en mosaik av jordbruksmark och naturlig växtlighet. Runt São Domingos är det ganska glesbefolkat, med 29 invånare per kvadratkilometer.